# Segnale audio

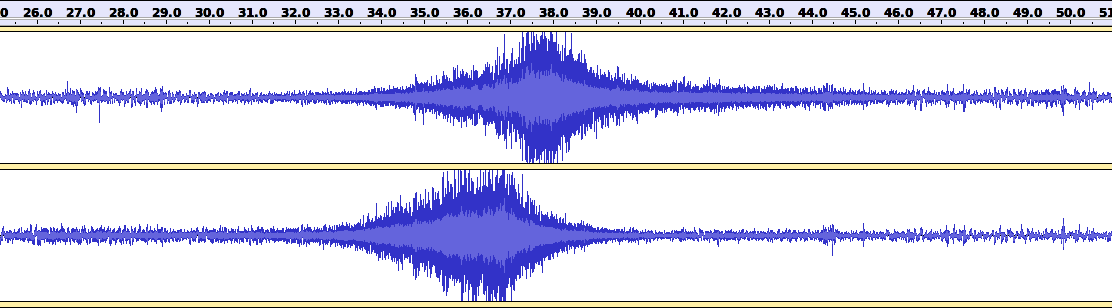
Segnale audio

Con segnale audio (dal latino audire  "ascoltare") si intende genericamente un segnale relativo all'udito, con le tipiche caratteristiche del suono udibile, e dunque costituito dalle informazioni relative sia alla sua intensità/ampiezza/volume, che alle frequenze di cui è composto (all'interno della banda audio, estesa da 16 Hz a 20 kHz). Nei termini più ampi, il segnale audio riguarda sicuramente anche l'ambito acustico, ma più nello specifico, l'ambito di utilizzo è l'elettronica e la tecnica delle telecomunicazioni, dove è indicato più comunemente come un segnale elettrico in relazione con le audiofrequenze. In forma di segnale elettrico, è strettamente legato anche all'elettroacustica e viene usato in sistemi elettrici e/o elettronici, atti alla fruizione, alla manipolazione e alla trasmissione del Audio, nonché al immagazzinamento dei dati (in supporti di memoria) in forma sia analogica che digitale. 

## Descrizione
Il segnale audio nasce principalmente da un trasduttore elettroacustico (microfono, pick-up, ecc), che è in grado di tradurre le vibrazioni meccaniche e/o acustiche del suono, in segnali elettrici. A questo punto, può essere convertito in un segnale digitale equivalente, tramite un convertitore analogico-digitale (ADC), o viceversa da digitale ad analogico, tramite un decoder (DAC). In ogni caso, poter ascoltare-monitorare i segnali audio, è necessaria la conversione da segnali elettrici a suoni acustici, usando diffusori e cuffie. 
Il segnale audio può essere generato direttamente anche da un dispositivo elettronico, come uno strumento musicale particolare (elettrofono, sintetizzatore, ecc.) o come un generatore di segnali / oscillatore di vario tipo, oppure anche da apparecchi digitali, quali computer (software audio) e/o strumenti generatori indipendenti vari, i quali però semplificano (sampler ) il segnale elettroacustico, in una forma d'onda singola. La ricchezza di un segnale acustico originale è di difficile riproduzione in forma elettronica e ancor più difficile in forma digitale.
I canali audio, dove circolano i segnali, sono caratterizzati da parametri come banda di frequenza, potenza in decibel, e in genere troviamo i dB riferiti alla tensione del segnale; la relazione fra potenza e tensione di un segnale, è determinata dall'impedenza della linea di trasmissione (che può essere singola o bilanciata). 
I segnali audio dovrebbero avere livelli standardizzati (di potenza o di tensione) a seconda dell'applicazione. Le uscite delle consolle di missaggio professionali sono generalmente capaci di alti livelli di linea, mentre le apparecchiature audio consumer di livelli di linea normali. I vari microfoni e pick-up, generalmente sono capaci di livelli molto più bassi, noti come livelli microfonici.

## Flusso del segnale
Flusso del segnale è il termine usato per descrivere il percorso che fa un segnale audio all'interno di un sistema audio, quindi dalla sorgente (es: un microfono o altro) all'emittente o dispositivo di uscita (es: altoparlante o registratore, ecc). Il flusso potrebbe essere corto e semplice, come nel caso di un home studio, o lungo e complesso come in uno studio di registrazione o nei grandi concerti. In questi casi, il segnale elettrico o digitale può attraversare diverse sezioni di grandi consolle (analogica o digitale), processori audio e persino stanze differenti.

## Forma digitale

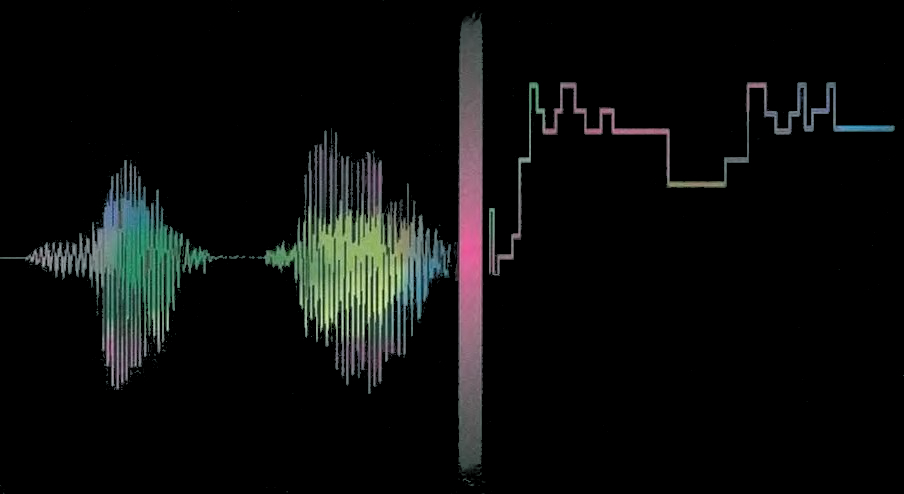
Codifica numerica del segnale audio

I segnali audio possono idealmente essere suddivisi in analogici e digitali; dove i primi sono reali e sono costituiti dalla modulazione di una tensione elettrica, quelli digitali sono aleatori-irreali e costituiti da sequenze di numeri binari, rappresentanti i campioni semplificati del segnale elettrico originario. I segnali audio vengono convertiti in forma digitale, tramite campionamento e quantizzazione (o altro sistema), per sfruttare la semplicità di manipolazione tipica di questa forma (che ha rivoluzionato il mondo moderno), con Digital Audio Workstation (DAW) e vari software di editor-audio (come Pro Tools o Apple Logic Pro e vari altri) o plug-in, ecc. 
Più in generale, l'audio digitale è usato da qualunque dispositivo digitale in grado di registrare, ricevere o trasmettere e riprodurre segnali audio, come smartphone, computer, e i vari software per la registrazione e la riproduzione audio/video, anche in streaming (Spotify, YouTube, ecc.). 
Tuttavia, il segnale audio digitale può essere solo trasmesso, ma non modificato, quando è nella forma ottica (ADAT, S/PDIF) o elettrica, su cavi coassiali (S/PDIF), linee bilanciate/XLR (AES/EBU), o altri sistemi multipolari bidirezionali (TDIF), ed Ethernet, soprattutto per i grandi mixer digitali. Quindi, per poter essere ascoltato dall'orecchio umano, l'audio digitale deve prima esser sottoposto al processo di conversione digitale-analogica, per farlo tornare un segnale elettrico, e poi sottoposto al processo di conversione elettroacustica, ri-diventando finalmente un "segnale" acustico udibile, tramite i vari trasduttori elettroacustici (altoparlanti e cuffie).

### Caratteristiche del Segnale Audio Digitale
Per il teorema di Nyquist-Shannon, la frequenza di campionamento minima a garantire una "adeguata" ricostruzione del segnale audio analogico, è almeno pari alla frequenza doppia rispetto al limite più alto di quella udibile (20 kHz), quindi circa 40 kHz. Ovviamente, questo teorema non prende in considerazione alcune caratteristiche della forma d'onda acustica e nemmeno dell'udito umano, per cui nella pratica si è rilevata abbastanza insufficiente, dove le frequenze di campionamento di 384 kHz, risultano molto migliori e più coerenti.
Le frequenze più usate sono in genere superiori a 40 kHz, anche nei formati compressi (con perdita):
- 44.1 kHz standard red-book per CD-Audio,
- 48 kHz uno degli standard per audio professionale (es: ADAT, DAT, ecc),
- 96 kHz per DVD-audio o Blue-ray Disc,
- 192 kHz per DVD-audio (solo stereo) e consolle digitali professionali più moderne,
- 384 kHz per musica liquida e ricampionamento negli editor-audio.

La profondità in bit del segnale è tipicamente di 16, 24 o 32 bit per ogni campione.